# آمبینانینونی
آمبینانینونی (به لاتین: Ambinaninony) یک منطقهٔ مسکونی در ماداگاسکار است که در وهیبینانی واقع شده‌است. آمبینانینونی ۱۲٬۳۹۲ نفر جمعیت دارد و ۷۸ متر بالاتر از سطح دریا واقع شده‌است.